# Crkva sv. Petra u Zagrebu
Župna crkva sv. Petra apostola je zagrebačka katolička crkva u obliku monumentalnog križa, stare gotovo klasične arhitekture, koja se nalazi u Vlaškoj 93, u gradskoj četvrti Gornji grad – Medveščak (MO Petrova), u središtu grada.
Prema nekim izvorima župna crkva sv. Antuna u Vlaškoj ulici, napuštena je sredinom 16. stoljeća, pa je niže od današnjega dijela tzv. stare Vlaške ulice udaren temelj nove župne crkve sv. Petra, na istome mjestu gdje se i sada nalazi. Povjesničar R. Strohal navodi da je nova crkva građena u 17. stoljeću, dok se na drugim mjestima izričito spominju godine 1590. i 1597. Za vrijeme cara Josipa II., župa je ukinuta 1788. godine i crkva je pretvorena u vojno skladište, što je naišlo na velika protivljenja. Nakon smrti cara, obnovljena je i ponovno postala župna crkva 1795. godine. Ali borba za župu se ubrzo nastavila, jer je bila ukinuta kao župna crkva od 1803. do 1823. i pripojena katedralnoj župi sv. Marije. Kasnije je opet postala župna crkva, a župa se podijelila na mnogo novih župa, kako se Zagreb razvijao i širio.
Crkva je imala mnoge preinake i proširenja. Arhitekt Hermann Bollé 1889. godine izradio je novi nacrt proširenja. Do toga dolazi 1926., kada crkva dobiva oblik križa i izgrađuje se novi župnički stan. Biskup Franjo Salis-Sewis blagoslovio je crkvu 6. svibnja 1933. godine i od tada ima današnji izgled uz preinake i obnovu posljednjih dvadeset godina. Pročeljem je okrenuta na Vlašku ulicu, dok se zaleđem nalazi u Petrovoj ulici, koja je po crkvi i dobila ime. U potresima koji su Hrvatsku pogodili u ožujku i prosincu 2020. godine nastale su višestruke pukotine na zidovima i svodu župne crkve, kao i na župnom dvoru.
Crkva sv. Petra i župni dvor su zaštićeno kulturno dobro Hrvatske pod oznakom Z-673.

## Galerija
- Crkva sv. Petra i okolnih kuća 1865. godine
- Crkva sv. Petra bočno
- Ulazna vrata i ulaz u crkvu
- Unutrašnjost crkve
- Unutrašnjost crkve
- Vitraj na ulaznim vratima